# Iwanna Klympusch-Zynzadse

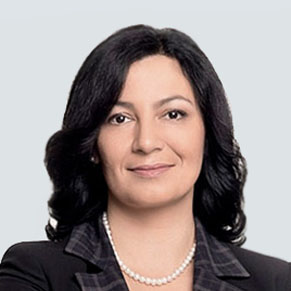
Iwanna Klympusch-Zynzadse

Iwanna Orestiwna Klympusch-Zynzadse (ukrainisch Іванна Орестівна Климпуш-Цинцадзе; * 5. Juli 1972 in Kiew, Ukrainische SSR) ist eine ukrainische Politikerin. Sie war vom 14. April 2016 bis zum 29. August 2019 Vize-Ministerpräsidentin und Ministerin für europäische und euro-atlantische Integration der Ukraine.

## Leben
Klympusch-Zynzadse studierte von 1989 bis 1994 am Pädagogischen Institut in Kiew und von 1994 bis 1998 Logopädie an der Nationalen Taras-Schewtschenko-Universität Kiew. Außerdem studierte sie 1992 Internationale Beziehungen an der Harvard Summer School. University und 1993/94 an der Montana State University Internationales Recht. Danach arbeitete sie als Analystin und Projektleiterin bei Nichtregierungsorganisationen. Zwischen 2002 und 2007 war sie Korrespondentin bei der ukrainischen Niederlassung der BBC in Washington und Tiflis.
Klympusch-Zynzadse ist seit November 2014 Mitglied des Block Petro Poroschenko und wurde bei der Parlamentswahl 2014 zur Abgeordneten in der Werchowna Rada gewählt. Nach der Kabinettsumbildung am 14. April 2016 wurde sie Vize-Ministerpräsidentin und Ministerin für europäische und euro-atlantischen Integration der Ukraine im Kabinett Hrojsman, und blieb dies bis zum Ende des Kabinetts am 29. August 2019.